# Calvignasco
Calvignasco ist eine Gemeinde mit 1207 Einwohnern (Stand 31. Dezember 2023) in der Metropolitanstadt Mailand, Region Lombardei.
Sie liegt etwa 20 km südwestlich von Mailand, Nachbarorte sind Rosate, Vernate, Bubbiano und Casorate Primo (PV).

## Demografie
Zwischen 1991 und 2001 stieg die Einwohnerzahl Calvignascos von 735 auf 1029. Dies entspricht einem prozentualen Zuwachs von 40 %.